# Atrichopogon tridentistylus
Atrichopogon tridentistylus är en tvåvingeart som beskrevs av Tokunaga 1959. Atrichopogon tridentistylus ingår i släktet Atrichopogon och familjen svidknott. Inga underarter finns listade i Catalogue of Life.